# Războieni (okręg Neamț)
Războieni – wieś w Rumunii, w okręgu Neamț, w gminie Războieni. W 2011 roku liczyła 679 mieszkańców.